# Studio di associazione genome-wide
Nell'epidemiologia genetica, uno studio di associazione genome-wide (in inglese genome-wide association study, o GWAS), è un'indagine di tutti, o quasi tutti, i geni di diversi individui di una particolare specie per determinare le variazioni geniche tra gli individui in esame. In seguito si tenta di associare le differenze osservate con alcuni tratti particolari, ad esempio una malattia. Nell'uomo è stato possibile individuare un'associazione tra particolari geni e malattie come la degenerazione maculare e il diabete. In questi casi vengono valutati campioni provenienti da centinaia o migliaia di individui, di solito cercando polimorfismi di singoli nucleotidi (o SNP). A dicembre 2010, più di 1200 analisi genome-wide hanno esaminato oltre 200 malattie e tratti, trovando quasi 4000 associazioni. Le GWAS sono utili nell'individuare il pathway molecolare della malattia, ma solitamente non è possibile ottenere gli esatti geni che predicono il rischio di malattia.
Questi studi normalmente mettono a confronto il DNA di due gruppi di persone: gli individui che presentano la malattia e individui sani il più possibile simili ai malati. Vengono prelevati dei campioni cellulari, ad esempio con un tampone orale. Da queste cellule viene estratto il DNA che è poi analizzato tramite un microarray, in grado di leggere milioni di sequenze. Questi chip vengono studiati al computer con tecniche bioinformatiche. Invece di leggere intere sequenze geniche, questi sistemi individuano di solito SNP marcatori di gruppi di variazioni geniche (aplotipi).
Se alcune variazioni genetiche sono significativamente più frequenti negli individui malati, allora le variazioni si dicono "associate" con la malattia. Queste variazioni sono poi considerate come indicative della regione in cui è probabile che si trovi anche la mutazione che causa la malattia. Due tipi di metodi diversi vengono utilizzati per trovare la mutazione associata alla malattia: i metodi guidati da ipotesi e i metodi non guidati da ipotesi. I primi partono appunto da un'ipotesi: cioè che un certo gene sia associato con la malattia, l'analisi confermerà o smentirà l'asserzione con un certo grado di sicurezza. I metodi non guidati da ipotesi usano procedure di "forza bruta" per analizzare l'intero genoma, producendo una lista di probabili geni associati. Le GWAS non sono in genere guidati da ipotesi.
Sorprendentemente, la maggior parte degli SNP associati con la malattia non sono in una regione genica adibita alla codifica di una proteina. Si trovano invece molto spesso in una regione non codificante o in un introne. Queste sequenze probabilmente svolgono un'attività di regolazione genica.

## Background
Il genoma umano contiene milioni di SNP e migliaia di altre mutazioni genetiche. Esse possono causare direttamente un'alterazione nel fenotipo, ad esempio portare ad una malattia, ma nella maggior parte dei casi questo non succede e le mutazioni non hanno un effetto sul fenotipo. Queste mutazioni si chiamano "neutrali". Le mutazioni neutrali vengono sfruttate come segnaposto per individuare le mutazioni che causano la malattia, secondo il principio del linkage genetico. Uno studio di associazione genome-wide permette ai ricercatori di campionare 500.000 o più SNP da ogni soggetto, uniformemente distribuiti lungo il genoma. Ad oggi questi studi hanno portato all'identificazione di fattori di rischio e fattori protettivi per l'asma, il cancro, il diabete, le malattie cardiache, i disturbi psichici, e altro ancora.
Oltre alle strutture concettuali numerosi fattori aggiuntivi consentono gli studi GWA. Uno di questi è stato il sorgere delle biobanche, che sono "depositi" di materiale genetico umano che riduce grandemente costi e difficoltà di raccogliere un numero sufficiente di campioni biologici per lo studio.

## Geni identificati
Nel 2005, è stata trovata un'associazione tra la degenerazione maculare ed una variazione nel gene per il fattore H del complemento. Questa associazione non era stata prevista da precedenti studi sulla malattia, e portò all'interpretazione della degenerazione maculare come un processo infiammatorio. Assieme ad altre 4 varianti, questi geni predicono metà del rischio di degenerazione maculare tra fratelli, facendo di questo studio uno degli esempi di maggior successo degli GWAS.
Nel 2007, uno studio trovò un'associazione tra il diabete mellito di tipo 2 e diversi SNP nei geni TCF7L2, SLC30A8 ed altri.
Sempre nel 2007, il Wellcome Trust Case Control Consortium ha condotto degli studi di associazione genome-wide per la coronaropatia, il diabete mellito di tipo 1, il diabete mellito di tipo 2, l'artrite reumatoide, la malattia di Crohn, il disturbo bipolare, e l'ipertensione. Questa ricerca è riuscita a svelare nuovi geni collegati alle malattie.
In molte malattie genetiche tradizionali, come l'emofilia, una variante genica è sempre associata con la malattia. Altri geni sono associati con un certo rischio di malattia. Purtroppo, la maggior parte degli SNP trovati tramite GWAS sono associati solo con un ridotto rischio di malattia ed hanno perciò solo una contenuta capacità predittiva. La mediana dell'odds ratio per un SNP è 1,33, in alcuni casi si raggiunge il 3,0 o eccezionalmente il 12,0. Una situazione comune è che poche varianti contribuiscono ad un rischio elevato, mentre molte contribuiscono poco.

### Applicazioni cliniche
Una sfida futura per gli studi associativi genome-wide sarà quella di sfruttare le informazioni ottenute per accelerare lo sviluppo di farmaci e la diagnosi. Un esempio di tali applicazioni è dato dall'identificazione di varianti genetiche associate alla risposta dell'organismo nei confronti della cura contro il virus dell'epatite C con genotipo 1. Lo studio di GWA ha dimostrato una correlazione tra un polimorfismo in prossimità del gene IL28B, codificante per l'interferone lambda 3, e la risposta al trattamento con ribavirina, PEGinterferone alpha 2a e PEGinterferone alpha 2b. Un successivo approfondimento ha dimostrato che le stesse varianti geniche sono associate anche con la normale guarigione dal virus dell'epatite C con genotipo 1.

## Problematiche
Gli studi di associazione genome-wide sono necessariamente operati senza partire da un'ipotesi: la ricerca si svolge sull'intero genoma piuttosto che focalizzarsi su un gruppo ridotto di geni candidati. Questo aspetto ha generato delle critiche: Robert Elston, sebbene ammetta che l'associazione sia a volte utile, è un eminente propositore del Linkage genetico come tecnica sostitutiva dell'associazione. Gli studi di associazione per fornire buoni risultati devono basarsi su un gran numero di polimorfismi, rendendo molto densa la ricerca. Ma questa condizione, notano Pearson e Manolio, fa sì che "il numero elevatissimo di test statistici svolti presenta un potenziale senza precedenti di risultati falsi positivi"..